# ريجنالد هيل
ريجنالد هيل (بالإنجليزية: Reginald Hill)‏ (و. 1936 – 2012 م) هو كاتب، وروائي، من المملكة المتحدة، كان عضوًا في الجمعية الملكية للأدب، توفي في كامبريا، عن عمر يناهز 76 عاماً بسبب ورم المخ.

## التعليم
تعلم في كلية القديسة كاترين، وجامعة أكسفورد.

## أعمال بارزة
من أهم أعماله:
- A Clubbable Woman
- Recalled to Life
- Bones and Silence
- Pictures of Perfection[10]
- Good Morning, Midnight[10]
- Who Guards a Prince?
- A Killing Kindness
- An April Shroud
- A Pinch of Snuff
- An Advancement of Learning
- Ruling Passion
- Traitor's Blood.

## جوائز وترشيحات
حصل على جوائز منها:
- الخنجر الماسي لكارتييه [الإنجليزية]‏ (1995).

ترشح لـ:
- جائزة ثيكستون لرواية الجريمة القديمة غير المألوفة للسنة [الإنجليزية]‏ (2009)
- جائزة ثيكستون لرواية الجريمة القديمة غير المألوفة للسنة [الإنجليزية]‏ (2008)
- خنجر الخناجر [الإنجليزية]‏، عن عمل: Bones and Silence [الإنجليزية]‏ (2005).

## وصلات خارجية
- ريجنالد هيل على موقع IMDb (الإنجليزية)
- ريجنالد هيل على موقع ميوزك برينز (الإنجليزية)
- ريجنالد هيل على موقع قاعدة بيانات الفيلم (الإنجليزية)